# Jacques Esprit

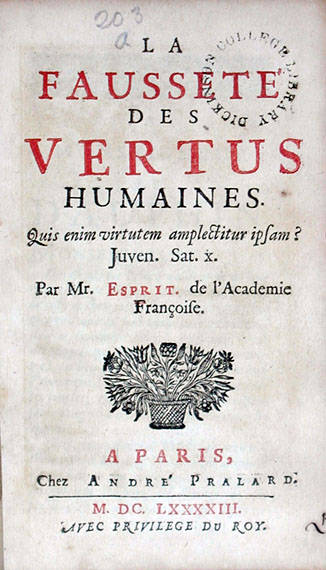
Le livre de Jacques Esprit.

Jacques Esprit, parfois appelé abbé Esprit, bien qu'il ne fût jamais ordonné prêtre, né le 22 octobre 1611 à Béziers et mort le 11 juin 1677  dans la même ville, est un moraliste et homme de lettres français.

## Biographie
Fils d'Esprit André, médecin ordinaire du Roi, et de Judith Sanche, de deux familles d'origine juive, Jacques Esprit rejoint à Paris son frère prêtre à la congrégation de l'Oratoire, où il étudie la théologie et les belles-lettres entre 1628 et 1634. Il fréquente le salon de la marquise de Sablé, entre au service de la duchesse de Longueville, puis du duc de La Rochefoucauld.
« Il avait, dit Paul Pellisson, une heureuse physionomie, de la délicatesse dans l’esprit, une aimable disposition, de l’enjouement, beaucoup de facilité à bien parler & à bien écrire ». Ses atouts lui valent d’être remarqué par Pierre Séguier, qui le gratifie d’une pension et le fait nommer conseiller d’État en 1636. Il est élu membre de l’Académie française en 1639.
Tombé en disgrâce et brouillé avec Séguier en 1644, il se réfugie au séminaire de l'Oratoire. Le prince de Conti, venu en visite, le prend en affection. Il le loge dans son hôtel et lui donne quinze mille livres pour qu’il se marie. Lorsque le prince est nommé gouverneur du Languedoc en 1660, Jacques Esprit l’accompagne et lui sert d’intendant. À la mort de son bienfaiteur en 1666, il retourne vivre dans sa ville natale, où il s’occupe de l’éducation de ses trois filles et achève la rédaction de son unique ouvrage, La Fausseté des vertus humaines.

## Son œuvre
Jacques Esprit en résuma ainsi l'objet :

« L'on a eu dessein d'ôter aux hommes les vaines pensées dont ils se flattent, qu'ils ont l'âme belle ; qu'ils ont de bons, de nobles et genereux sentimens ; qu'il ne tient qu'à eux d'être modestes, sobres, continens, fidèles et équitables ; qu'il y en a plusieurs qui le sont effectivement, et qui ont dompté leurs passions par la force de la raison : l'on a, dis-je, eu dessein de les guerir de semblables imaginations qui les rendent ridicules aux yeux des sages. C'est pour exécuter ce dessein qu'on a traitté en particulier toutes les vertus humaines, et que pour en faire connoître les faussetés, on a découvert à l'homme son propre cœur, afin qu'il y voye les vrayes causes de ses actions vertueuses. »

La Fausseté des vertus humaines connut plusieurs éditions et fut traduite en anglais dès 1706. Ce court traité fut le fruit d'une longue rumination, élaborée en compagnie de La Rochefoucauld et la marquise de Sablé à l'époque où ils composaient chacun leurs Maximes. Paul Morand a raconté ainsi ce qui rapprochait et séparait les deux hommes au sein de ce trio :

« On voyait Jacques Esprit en ce petit salon de Port-Royal où la marquise de Sablé faisait retraite. La Rochefoucauld l’estimait ; ensemble, ils rabotaient et polissaient des sentences ; dans une lettre à Jacques Esprit, le duc va jusqu’à lui parler de « leurs » maximes. Les réflexions d’Esprit sur la Fausseté des valeurs humaines datent de 1642 ; bien qu’elles n’aient été imprimées qu’une vingtaine d’années plus tard, elles préfigurent peut-être celles du duc ; pour l’un et pour l’autre, l’intérêt mène le monde ; la vertu n’est qu’une horloge où chaque rouage s’engrène sur l’égoïsme. Peut-être Esprit a-t-il fourni le fond des Maximes ; mais qu’est le fond, sans la forme, et qu’est la forme sans la brièveté? »

Autant Voltaire appréciait La Rochefoucauld, autant il se montrait dur envers Jacques Esprit, qu’il critiquait non sur la forme, mais sur le fond :

« Quand le duc de La Rochefoucauld eut écrit ses pensées sur l’amour-propre, et qu’il eut mis à découvert ce ressort de l’homme, un M. Esprit, de l’Oratoire, écrivit un livre captieux, intitulé, De la fausseté des vertus humaines. Cet Esprit dit qu’il n’y a point de vertu ; mais par grâce il termine chaque chapitre en renvoyant à la charité chrétienne. Aussi, selon le sieur Esprit, ni Caton, ni Aristide, ni Marc-Aurèle, ni Épictète, n’étaient des gens de bien : mais on n’en peut trouver que chez les chrétiens. Parmi les chrétiens, il n’y a de vertu que chez les catholiques ; parmi les catholiques, il fallait encore en excepter les jésuites, ennemis des oratoriens : partant, la vertu ne se trouvait guère que chez les ennemis des jésuites. [...] Qu’est-ce que la vertu, mon ami ? c’est de faire du bien : fais-nous en, et cela suffit. Alors nous te ferons grâce du motif. Quoi ! selon toi il n’y aura nulle différence entre le président de Thou et Ravaillac ? entre Cicéron et ce Popilius auquel il avait sauvé la vie, et qui lui coupa la tête pour de l’argent ? et tu déclareras Épictète et Porphyre des coquins, pour n’avoir pas suivi nos dogmes ? Une telle insolence révolte. Je n’en dirai pas davantage, car je me mettrais en colère. »

## Publications
- La Fausseté des vertus humaines (2 volumes, 1678 ; 1693 ; 1709). Texte en ligne. Réédition : Pascal Quignard, La Fausseté des vertus humaines, précédée de Traité sur Esprit, Aubier, Paris, 1996 ; rééd. Éditions Séguier, Paris, 560 p., 2025  (ISBN 978-2386360114)
- L'Art de connoistre les hommes (1702), édition abrégée de La Fausseté des vertus humaines.